# Sceptre de Brandenburg

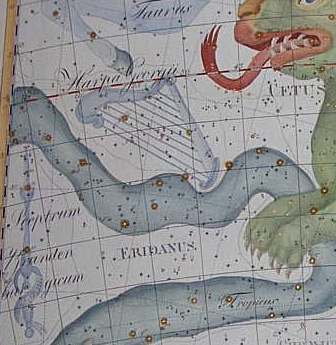

Le Sceptre de Brandenburg (ou en latin Sceptrum Brandenburgicum, pour sceptre de Brandebourg) était une constellation créée en 1688 par Gottfried Kirch, astronome de la société royale des sciences de Prusse. Elle représentait le sceptre utilisé par la famille royale des Brandebourg. Elle était située à l'ouest de la constellation du Lièvre. La constellation fut rapidement oubliée et n'est plus utilisée. Son nom est toutefois partiellement conservé par l'une de ses plus brillantes étoiles, Sceptrum, appelée de nos jours 53 Eridani.